# ولتا (ادبی)
در شعر، ولتا یا چرخش یک تغییر بلاغی یا تغییر چشمگیر در اندیشه و/یا احساسات است. چرخش در انواع شعر دیده می‌شود.

## واژه‌شناسی
به این چرخش در شعر نام‌های زیادی داده‌اند. در «شعر در ضدحرکت»، در فصل آخر شعر چگونه معنی می‌شود؟، جان سیاردی چرخش را به مثابه یک«اهرم» می‌داند. در هنر شاعر، ام‌ال روزنتال، دو اصطلاح مختلف را برای انواع مختلف چرخش به کار می‌برد: «نوسان آهسته، یا حد بعید، انحراف از تأکید یا تمرکز یا اوج احساسات (گشتاورها)». هنک لیزر در درجه اول از چرخش به عنوان «انحراف» یاد می‌کند و می‌پرسد، «آیا تعریف شاعرانه‌ای از انحراف وجود دارد؟» برای آن دسته از شعرهایی که انحراف، چرخش، تغییر ناگهانی جهت آنها یکپارچه است، آیا می‌توانیم به‌طور دقیق ارزش آنها را بیان کنیم؟ آیا غزلی قابل توصیف و فردگرایانه از انحراف وجود دارد؟ » آنچه لزلی اولمان «مرکز» یک شعر می‌نامد عمدتاً چرخش شعر است.

## اهمیت
پل فوسل، نویسنده و مورخ، ولتا را «ناگزیر» نامید. وی در ادامه اظهار داشت که «چرخش، مرکز دراماتیک و نقطه اوج‌گیری شعر است، مکانی که رهاسازی اندیشه و احساس در آن برای اولین بار مشخص می‌شود. مطمئناً هیچ غزلی به عنوان شعر موفق نمی‌شود که چیزی را مشابه انواع عمومی «رهاسازی» که عضلات و سیستم عصبی خواننده با آن آشناست اجرا کند.»
به گفته فیلیپ لوین، منتقد شاعر، «می توان گفت که برای غزل، ولتا جایگاه روح آن است.»